# Mesosemia melpia
Mesosemia melpia is een vlindersoort uit de familie van de prachtvlinders (Riodinidae), onderfamilie Riodininae.
Mesosemia melpia werd in 1859 beschreven door Hewitson.